# Alessandro Stradella

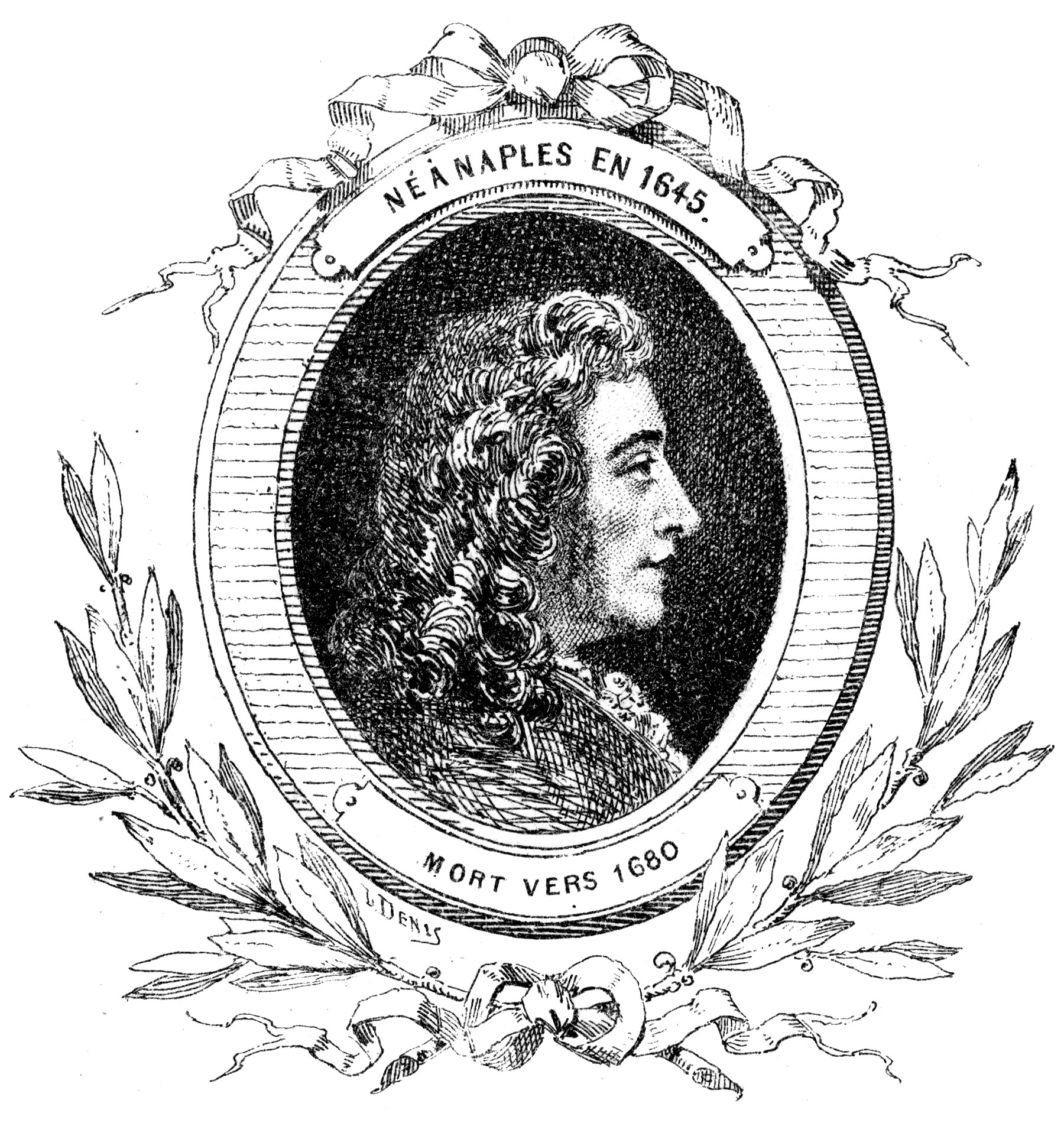
Alessandro Stradella

Antonio Alessandro Boncompagno Stradella (* 3. Juli 1643 in Bologna; † 25. Februar 1682 in Genua) war ein italienischer Violinist, Sänger und Komponist. Er wurde unter ungeklärten Umständen auf offener Straße ermordet.

## Leben und Wirken
Alessandro Stradella war der Spross einer aristokratischen Familie, die aus Fivizzano in der Toskana stammte. Über seine musikalische Ausbildung ist nur wenig bekannt; möglicherweise wurde er von seinem Stiefbruder Padre Francesco unterrichtet, und auch ein Studienaufenthalt in Bologna wird nicht ausgeschlossen, da er in späteren Schriftstücken mehrfach als bolognese bezeichnet wird. Nach dem Tod des Vaters zog die Mutter 1653 mit ihren beiden Söhnen Alessandro und Stefano nach Rom, wo sie im Palast des Herzogs von Bomarzo Ippolito Lante Montefeltro della Rovere (1618–1688) Aufnahme fand. Stradella fand schnell Anschluss an die führenden Musiker der Stadt, wie Ercole Bernabei, Giacomo Carissimi und andere. Seine erste aufgeführte Komposition war ein heute verschollenes lateinisches Oratorium, das am 11. März 1667 gespielt wurde. Zu seinen zahlreichen Förderern zählte auch Christina von Schweden, von der er über mehrere Jahre Kompositionsaufträge erhielt. Im Umfeld der ehemaligen Königin machte er Bekanntschaft mit Carlo Ambrogio Lonati, der ebenfalls an ihrem Hof tätig war.
Stradella war auch in Venedig ein sehr gefragter Künstler, wohin er 1676 floh, weil er wegen einer versuchten Kuppelei verhaftet werden sollte. In Venedig absolvierte er Auftritte in vielen Fürstenhäusern, trat aber auch als Sänger geistlicher Musik in Erscheinung und wohnte im Palast seines Freundes, des venezianischen Adeligen Polo Michiel (1640–1686). Stradella führte ein abenteuerliches Leben und musste wegen seiner Eskapaden nach Rom nun auch Venedig verlassen. In Venedig verliebte er sich in die Schülerin Agnese van Uffele, die ihrerseits die Geliebte des einflussreichen Patriziers Alvise Contarini war. Stradella zog mit van Uffele nach Turin, wo Contarini sie zu stellen versuchte; durch Flucht in verschiedene Klöster entzogen sie sich dem Zugriff Contarinis. Dieser wies seinerseits den Turiner Erzbischof an, auf einer Hochzeit der beiden zu bestehen. Stradella stimmte am 21. August 1677 einer Heirat zu. Am 10. Oktober entging er schwer verletzt einem gezielten Mordanschlag, worauf er in der französischen Botschaft Schutz suchte.
Nach seiner Genesung zog Stradella Anfang 1678 nach Genua, wo er von der Aristokratie mit offenen Armen empfangen wurde. Man zahlte ihm ein großzügiges Gehalt und stellte ihm ein Haus mit Diener und Kost zur Verfügung. In Genua begegnete er wieder Carlo Ambrogio Lonati, mit dem er schon in Rom zusammengearbeitet hatte und der inzwischen Impresario des zum Palazzo Reale gehörenden Teatro Falcone war. Stradella schrieb in dieser Zeit mehrere Opern für das Teatro Falcone sowie geistliche und weltliche Musik für die verschiedensten Einrichtungen in Genua. Für Herzog Francesco II. d’Este in Modena komponierte er 1681 das Oratorium La Susanna und im selben Jahr für den in Rom residierenden Flavio Orsini, Principe di Nerola, die Oper Moro per amore.  Am 25. Februar 1682 wurde Stradella von einem Unbekannten auf der Straße niedergestochen, wo er noch am Tatort verstarb; die Beisetzung erfolgte einen Tag später in der Kirche Santa Maria delle Vigne in Genua. Die Gewalttat konnte trotz Verdächtigungen nie aufgeklärt werden.
Stradella war ein äußerst produktiver Komponist. Er schuf Werke nahezu aller Gattungen und überschritt dabei vielfach die Grenzen der musikalischen Konvention seiner Zeit. So gehörte er 1674 neben Massimiliano Neri zu den ersten Komponisten, die in der Gegenüberstellung von Soloviolinen und Violinchören die Bezeichnung Concertino und Concerto Grosso anwandten, eine Tradition, die später von Corelli, Torelli, Vivaldi und vielen anderen Komponisten fortgeführt wurde. Er arbeitete gemeinsam mit anderen Komponisten an dem Oratorium Santissimo Crocifisso.

## Nachwirkung
Sein abenteuerliches Leben regte Friedrich von Flotow zur Komposition der in Hamburg uraufgeführten romantischen Oper Alessandro Stradella an. Auch die Kollegen Louis Niedermeyer, Pittaud de Forges und P. Dupont sowie César Franck und Salvatore Sciarrino nahmen sich seiner bunten Biografie an. Die Werke in chronologischer Übersicht:
- 1837: Stradella. Oper von Louis Niedermeyer (Uraufführung in Paris am 3. März 1837)
- 1841: Stradella. Oper in drei Akten von César Franck (CFF 229)
- 1844: Alessandro Stradella. Oper in drei Akten von Friedrich von Flotow (Uraufführung in Hamburg)
- 1949: Stradella. Operette von Joseph Beer (Uraufführung am Stadttheater Zürich am 26. Februar 1949)
- 2017: Ti vedo, ti sento, mi perdo. Oper von Salvatore Sciarrino (Premiere an der Mailänder Scala)

## Werke
Stradella schuf bemerkenswerte, Simfonia genannte Werke für ein und mehrere Streichinstrumente und Basso Continuo sowie Serenaden, Motetten, Madrigale, über 200 weltliche und geistliche Kantaten,  sechs Oratorien und acht zu seiner Zeit sehr erfolgreiche Opern.

## Alle bekannten Kompositionen Alessandro Stradellas
In alphabetischer Reihenfolge – mit Nummerierung des Catalogo Gianturco-McCrickard

### Kantaten
Kantaten für Solostimme und Basso continuo
- G 1.1-1 – A che vale il sospirar (S [= Soprano], bc [= Basso continuo])
- G 1.1-2 – A difender le mura dell’antica Sionne (S, bc)
- G 1.1-3 – Agli assalti del cieco volante (C [= Contralto], bc)
- G 1.1-4 – Amor, io son contento, né vuo’ gusto maggiore (S, bc)
- G 1.1-5 – Amorose mie catene, non vi chiedo libertà (S, bc)
- G 1.1-6 – A' piè d’annoso pino (S, bc)
- G 1.1-7 – A quel candido foglio (S, bc)
- G 1.1-8 – Arrest’il piè fugace (S, bc)
- G 1.1-9 – Aure, voi che spirate (S, bc)
- G 1.1-10 – Bella bocca, taci, taci (S, bc)
- G 1.1-11 – Ben è vile quel core (S, bc)
- G 1.1-12 – Che più speri, mio cor (S, bc)
- G 1.1-13 – Che vuoi più da me, Fortuna? (S, bc)
- G 1.1-14 – Chi dà fede alla speranza (S, bc)
- G 1.1-15 – Chi non sa che la bellezza (S, bc)
- G 1.1-16 – Chi non sa che la costanza (S, bc)
- G 1.1-17 – Ch’io nasconda il mio foco (S, bc)
- G 1.1-18 – Ch’io non ami, oh, questo no! (S, bc)
- G 1.1-19 – Congiurati a fiera guerra (C, bc)
- G 1.1-20 – Con un cor tutto pianti (S, bc)
- G 1.1-21 – Costanza, mio core, resisti se puoi (S, bc)
- G 1.1-22 – Crudi ferri, empi marmi (S, bc)
- G 1.1-23 – Dai legami amorosi (S, bc)
- G 1.1-24 – Dal guardo lusinghiero (S, bc)
- G 1.1-25 – Dalle sponde del Tebro (B [= Basso], bc)
- G 1.1-26 – Da mille pene a mille (S, bc)
- G 1.1-27 – Da una beltà superba (S, bc)
- G 1.1-28 – Deggio penar così (S, bc)
- G 1.1-29 – Difendetemi, pensieri, dagli influssi (S, bc)
- G 1.1-30 – Disperata rimembranza, lascia omai (S, bc)
- G 1.1-31 – Dopo aver soggiogato tutti i regni (T [= Tenore], bc)
- G 1.1-32 – Dopo incessante corso di lagrimoso umore (S, bc)
- G 1.1-33 – Dove aggiri, mia vita (S, bc)
- G 1.1-34 – Dove gite, o pensier? (S, bc)
- G 1.1-35 – Dove il Tebro famoso fa degli argentei flutti (S, bc)
- G 1.1-36 – Dove l’ali spiegate, ove indirizzate il volo (S, bc)
- G 1.1-37 – Ecco che già nell’Asia (S, bc)
- G 1.1-38 – Eccomi accinto, o bella (Br, bc)
- G 1.1-39 – Empio Amor, tiranno arciero (S, bc)
- G 1.1-40 – Eppur sempre a’ miei desiri (S, bc)
- G 1.1-41 – Ferma, ferma, ferma il corso (S, bc)
- G 1.1-42 – Fermatevi, o bei lumi (S, bc)
- G 1.1-43 – Figli, amici, Agrippina (S, bc)
- G 1.1-44 – Figli del mio cordoglio (S, bc)
- G 1.1-45 – Forsennato pensier, che far poss'io (S, bc)
- G 1.1-46 – Fuor della Stigia sponda (S, bc)
- G 1.1-47 – Genuflesso a tue piante (S, bc)
- G 1.1-48 – Già languiva la notte (S, bc)
- G 1.1-49 – Già le spade nemiche del trionfante Augusto (B, bc)
- G 1.1-50 – Giunto vivo alla tomba (S, bc)
- G 1.1-51 – Il destin vuol ch’io pianga (S, bc)
- G 1.1-52 – Il mar gira ne’ fiumi (S, bc)
- G 1.1-53 – Il penare per te, bella, m’è caro (S, bc)
- G 1.1-54 – Il più misero amante ch’in amorosa fiamma (S, bc)
- G 1.1-55 – Il più tenero affetto che mai destasse Amore (S, bc)
- G 1.1-56 – In quel sol che in grembo al Tago (S, bc)
- G 1.1-57 – In sì lontano lido a che dunque m’aggiro (S, bc)
- G 1.1-58 – Io che lasciato fui più che dagl’occhi altrui (S, bc)
- G 1.1-59 – Io non vuo’ più star così (S, bc)
- G 1.1-60 – Io vi miro, luci belle (S, bc)
- G 1.1-61 – L’anima incenerita ai rai del mio bel sole (S, bc)
- G 1.1-62 – La speranza del mio core sol voi siete (S, bc)
- G 1.1-63 – L’avete fatta a me (S, bc)
- G 1.1-64 – Lontananza e gelosia son tormenti (S, bc)
- G 1.1-65 – Mentre d’auree facelle adornavan le stelle (S, bc)
- G 1.1-66 – M’è venuto a fastidio lo sperare (S, liuto?, bc)
- G 1.1-67 – Noiosi pensieri, fuggite dal seno (S, bc)
- G 1.1-68 – Non avea il sole ancora dall’algosa magion (S, bc)
- G 1.1-69 – Non disserrate ancora avea le porte d’oro (S, bc)
- G 1.1-70 – Non me ne fate tante (B, bc)
- G 1.1-71 – Non mi curo di fedeltà (B, bc)
- G 1.1-72 – Non più piaghe al mio cor (C, bc)
- G 1.1-73 – Non sei contento ancora, o dispietato arciero (S, bc)
- G 1.1-74 – Non si creda alla fortuna (S, bc)
- G 1.1-75 – Non sperar, beltà lusinghiera (S, bc)
- G 1.1-76 – Ombre, voi che celate dell’etra i rai (S, bc)
- G 1.1-77 – O mio cor, quanto t’inganni (S, bc)
- G 1.1-78 – Or che siam soli, Amore (C, bc)
- G 1.1-79 – Per molti anni è stato occulto (S, bc)
- G 1.1-80 – Per pietà, qualche pietà (S, bc)
- G 1.1-81 – Piangete, occhi, piangete lungi da me (S, bc)
- G 1.1-82 – Pietà di Belisario, cieco, ramingo (T, bc)
- G 1.1-83 – Presso un rivo ch’avea d’argentato cristal (Ms, bc)
- G 1.1-84 – Pria di punir, crudele, chi mai sempre t’amò (S, bc)
- G 1.1-85 – Privo delle sue luci (S, bc)
- G 1.1-86 – Qual di cieca passione (S, bc)
- G 1.1-87 – Quando mai vi stancherete (S, bc)
- G 1.1-88 – Quando stanco dal corso (S, bc)
- G 1.1-89 – Sciogliete pur, sciogliete i vostri accenti (S, bc)
- G 1.1-90 – Scorrea lassù negli stellati campi (S, bc)
- G 1.1-91 – Se Nerone lo vuole, se lo soffron gli dei (S, bc)
- G 1.1-92 – Se Neron pur mi vuole morto (B, bc)
- G 1.1-93 – Se non parti, o Gelosia (S, bc)
- G 1.1-94 – Se t’ama Filli, o cor (S, bc)
- G 1.1-95 – Si, ch’io temo e non disamo (S, bc)
- G 1.1-96 – Si salvi chi può, vacillan le sfere (S, bc)
- G 1.1-97 – Soccorso, olà, Cupido (S, bc)
- G 1.1-98 – Soffro misero e taccio (S, bc)
- G 1.1-99 – Solca il mar da rie tempeste (S, bc)
- G 1.1-100 – Solcava incauto il legno (S, bc)
- G 1.1-101 – Son gradito, e pur m’affanno (S, bc)
- G 1.1-102 – Sono in dubbio d’amar (S, bc)
- G 1.1-103 – Son principe, son re (S, bc)
- G 1.1-104 – Sopra candido foglio, nuncio delle mie pene (S, bc)
- G 1.1-105 – Sopra tutte l’altre belle (S, bc)
- G 1.1-106 – Sopra un’eccelsa torre cui le nubi del ciel (B, bc)
- G 1.1-107 – Sotto l’aura d’una speme (S, bc)
- G 1.1-108 – Sotto vedovo cielo, privo de’ rai (S, bc)
- G 1.1-109 – Sprezzata mi credei, ma non tradita (S, bc)
- G 1.1-110 – Stanco dalla speranza d sognante pensier (S, bc)
- G 1.1-111 – Stelle, non mi tradite (S, bc)
- G 1.1-112 – Stelle sorde al mio pianto (S, bc)
- G 1.1-113 – Tante perle non versa l’Aurora (S, liuto?, bc)
- G 1.1-114 – Tiranno di mia fé d’affetto ignudo (S, bc)
- G 1.1-115 – Tradito mio core, non pianger (C, bc)
- G 1.1-116 – Troppo oppressa dal sonno nel suo letto (S, bc)
- G 1.1-117 – Tu partisti, crudel, e mi lasciasti (C, bc)
- G 1.1-118 – Udite, amanti, un prodigio novello (S, bc)
- G 1.1-119 – Un editto l’altro dì in Parnaso (S, bc)
- G 1.1-120 – Un Mongibello ardente di mille fiamme (S, bc)
- G 1.1-121 – Vaganti pensieri, il volo arrestate (S, bc)
- G 1.1-122 – Vaghe calme, io non vi credo (S, bc)
- G 1.1-123 – Vincesti, vincesti o ciel (S, bc)
- G 1.1-124 – Voi siete sventurate, amorose mie pene (S, bc)
- G 1.1-125 – Voi volete il mio cor (S, bc)
- G 1.1-126 – Ora già l’alba in cielo (C, bc)
- G 1.1-127 – Un che soffre il rivale (S, bc)
- G 1.1-128 – Dove, dove fuggisti (S, bc)

Weltliche Kantaten für zwei Gesangsstimmen und Basso continuo
- G 1.2-1 – A dispetto della sorte (S, Br, bc)
- G 1.2-2 – Baldanzosa una bellezza (S, C, bc)
- G 1.2-3 – Chi dirà che nel veleno (S, B, bc)
- G 1.2-4 – Con mesto ciglio e dolorosi accenti (S, S eco, bc)
- G 1.2-5 – Fra quest’ombre io cerco il mio sole (S, C, bc)
- G 1.2-6 – In grembo all’obio sommerger l’ardore (S, S, bc)
- G 1.2-7 – Io rimango stordito sol in veder (S, B, bc)
- G 1.2-8 – Piangete, occhi dolenti, piangete (S, Br, bc)
- G 1.2-9 – Quel tuo petto di diamante (S, B, bc)
- G 1.2-10 – Son pur dolci le ferite (S, S, bc)

Weltliche Kantaten für drei Singstimmen und Basso continuo
- G 1.3-1 – Che speranza aver si può (S, S, B, bc)
- G 1.3-2 – Di tal tempra è la ferita (C, T, B, bc)
- G 1.3-3 – L’avviso al Tebro giunto (S, S, B, bc)
- G 1.3-4 – Lilla mia, su queste sponde (S, S, B, bc)

Weltliche Kantaten mit Instrumentalbegleitung
- G 1.4-1 – L’Accademia d’Amore – serenata, Libretto Giovanni Pietro Monesio (prima esecuzione: Rom, Teatro di Palazzo Colonna, 1665)
- G 1.4-2 – La Circe – serenata, Libretto Giovanni Filippo Apolloni (Villa Aldobrandini in Frascati, 1668)
- G 1.4-3 – Il Duello – serenata, Libretto Sebastiano Baldini (Rom, 1674)
- G 1.4-4 – L’Armida ovvero Lo schiavo liberato – serenata, Libretto Sebastiano (Sabbioneta, Teatro Olimpico, 1674)
- G 1.4-5 – La forza delle stelle ovvero Il Damone – serenata, Libretto Sebastiano Baldini (Rom, 1676)
- G 1.4-6 – Furie del nero Tartaro – cantata (Rom, 1676)
- G 1.4-7 – Il Barcheggio – serenata (Genua, zur Hochzeit von Carlo Spinola und Paola Brignole, 19. Juni 1681)
- G 1.4-8 – Arsi già d’una fiamma
- G 1.4-9 – Chi resiste al dio bandato
- G 1.4-10 – Ecco Amore ch’altero risplende
- G 1.4-11 – Infinite son le pene
- G 1.4-12 – Lasciate ch’io respiri
- G 1.4-13 – Misero amante, a che mi vale, a che?
- G 1.4-14 – Or ch’alla dea notturna
- G 1.4-15 – Per tua vaga beltade
- G 1.4-16 – Qual prodigio è ch’io miri?
- G 1.4-17 – Qui dove fa soggiorno
- G 1.4-18 – Sciogliete in dolci nodi
- G 1.4-19 – Se del pianeta ardente
- G 1.4-20 – Solitudine amata della pace

Geistliche und moralische Kantaten
- G 1.5-1 – Ah! troppo è ver (Sacra)
- G 1.5-2 – Alle selve, agli studi (Morale)
- G 1.5-3 – Apre l’uomo infelice (Morale)
- G 1.5-4 – Crudo mar di fiamme orribili (Sacra)
- G 1.5-5 – Da cuspide ferrate (Sacra)
- G 1.5-6 – Dalla Tessala sponda scese d’Argo la prora (Morale)
- G 1.5-7 – Esule delle sfere (Sacra, 1680)
- G 1.5-8 – Mortali, che sarà (Morale)
- G 1.5-9 – Quando sembra che nuoti (Morale)
- G 1.5-10 – S’apra al riso ogni labbro (Sacra)
- G 1.5-11 – Voi ch’avaro desio nel sen nudrite (Morale)
- G 1.5-12 – Folle è ben chi si dà vanto (Morale)

### Bühnenwerke
Opern
- G 2.1-1 – La Laurinda ovvero Il Biante – opera in parte musica e in parte prosa, Libretto Filippo Acciaiuoli oder Giovanni Andrea Lorenzini (Rom, Teatro di Palazzo Colonna, 1671)
- G 2.1-2 – Amare e fingere (Siena, 1676)[6]
- G 2.1-3 – Il Corispero – dramma per musica (unvollständig, um 1677)
- G 2.1-4 – La forza dell’amor paterno – dramma per musica (Genua, Teatro Falcone, 1678)
- G 2.1-5 – Il Trespolo tutore – commedia per musica, Libretto Giovanni Cosimo Villifranchi (Genua, Teatro Falcone, 1679)
- G 2.1-6 – Le gare dell’amor eroico – dramma per musica, Libretto Niccolò Minato (Genua, Teatro Falcone, 1679)
- G 2.1-7 – Moro per amore – dramma per musica, Libretto Flavio Orsini duca di Bracciano (1681 entstanden)

Prologe
- G 2.2-1 – Aita, numi, aita (Rom, Teatro Tordinona, 1672)
- G 2.2-2 – Che nuove? / Oh, ragionevoli
- G 2.2-3 – Con meste luci (Rom, 1668)
- G 2.2-4 – Dal luminoso impero (Modena, 1681)
- G 2.2-5 – Dormi, Titone, addio (Rom, Teatro Tordinona, 1671)
- G 2.2-6 – E dovrò dunque in solitaria stanza (Rom, 1679)
- G 2.2-7 – Fermate, omai, fermate (Rom, Teatro Tordinona, 1671)
- G 2.2-8 – Lasciai di Cipro il soglio (Rom, 1668)
- G 2.2-9 – O di Cocito oscure deità (Rom, Teatro di Palazzo Colonna 1668)
- G 2.2-10 – Questo è il giorno prefisso (Rom, Teatro Tordinona, 1671)
- G 2.2-11 – Reggetemi, non posso più (Rom, 1669)

Intermezzi
- G 2.3-1 – Amanti, che credete, Libretto Giovanni Filippo Apolloni S, S, C, T, bc (Rom, Teatro Tordinona, 1671)
- G 2.3-2 – Che fai, Dorilla mia? (S, S, 2 vl, bc)
- G 2.3-3 – Chi me l’avesse ditto (C, T, T, B, bc)
- G 2.3-4 – Chi mi conoscerà, Libretto Giovanni Filippo Apolloni (S, S, B, bc - Rom, Teatro Tordinona, 1671)
- G 2.3-5 – La ruina del mondo (S, B, bc, Genua, 1679)
- G 2.3-6 – Oh, ve’ che figuracce!, Libretto Filippo Acciaiuoli (C, B, bc - Rom, Teatro Tordinona, 1672)
- G 2.3-7 – Soccorso, aita, ohimè (S, S, 2 vl, bc - Rom, Teatro di Palazzo Colonna, 1668)
- G 2.3-8 – Su, miei fiati canori (S, bc - Modena, 1675)
- G 2.3-9 – Su su, si stampino (S, A, T, Br, B, 2 vl, bc - Rom, Teatro Tordinona, 1671)

### Oratorien
- G 3-1 – Ester liberatrice del popolo ebreo (Rom, 1673)
- G 3-2 – La Susanna (Modena, 1681)
- G 3-3 – San Giovanni Battista, Libretto Ansaldo Ansaldi aufgeführt im Oratorium der Kirche San Giovanni dei Fiorentini, Rom, 31. März 1675, mit dem Alt-Kastraten Siface (Giovanni Francesco Grossi) in der Titelrolle.
- G 3-4 – San Giovanni Chrisostomo (S, S, C, T, B, bc)
- G 3-5 – Santa Editta, vergine e monaca, regina d'Inghilterra (S, S, C, T, B, bc)
- G 3-6 – Santa Pelagia (1677 in der Kirche Santa Pelagia, in Turin wiederholt, in Modena, 1688)

### Konzert-Arien, Duette und Terzette
Arien
- G 4.1-1 – Adorata libertà, dal mio core non partite (S, bc)
- G 4.1-2 – Al rigor di due tiranni (S, bc)
- G 4.1-3 – Avete torto, occhi miei cari (S, bc)
- G 4.1-4 – Avrò pur d’aspettar più? (S, bc)
- G 4.1-5 – Begl’occhi, il vostro piangere (S, bc)
- G 4.1-6 – Bel tempo, addio, son fatto amante (S, bc)
- G 4.1-7 – Cara e dolce libertà (S, bc)
- G 4.1-8 – Che mi giovan le vittorie (Br, 2 vl, bc)
- G 4.1-9 – Chi avesse visto un core (S, bc)
- G 4.1-10 – Chi mi disse che Amor dà tormento (Ms, bc)
- G 4.1-11 – Chi non porta amor nel petto (S, bc)
- G 4.1-12 – Chi vuol libero il suo piè (S, bc)
- G 4.1-13 – Da Filinda aver chi può (S, bc)
- G 4.1-14 – Deh, frenate i furori (B, bc)
- G 4.1-15 – Deh, vola, o desio (S, bc)
- G 4.1-16 – Delizie, contenti (Br, 2 vl, bc)
- G 4.1-17 – Dell’ardore ch’il core distempra (S, bc)
- G 4.1-18 – Destatevi, o sensi, risvegliati, onore (S, 2 vl, bc)
- G 4.1-19 – Dormite, occhi, dormite (Br, vl, bc)
- G 4.1-20 – È pazzie innamorarsi (S, bc)
- G 4.1-21 – Fedeltà sinché spirto in petto avrò (S, bc)
- G 4.1-22 – Il mio cor ch’è infelicissimo (S, bc)
- G 4.1-23 – Il mio core per voi, luci belle (S, bc)
- G 4.1-24 – Le luci vezzose volgetemi, o Clori (S, bc)
- G 4.1-25 – Mio cor, che si fa? (S, bc)
- G 4.1-26 – Non fia mai, ah no, ch’io speri (S, bc)
- G 4.1-27 – Ogni sguardo che tu scocchi (S, bc)
- G 4.1-28 – Parti, fuggi dal mio seno (S, bc)
- G 4.1-29 – Pensier ostinato (S, bc)
- G 4.1-30 – Pria di scior quel dolce nodo (B, bc)
- G 4.1-31 – Quanto è bella la mia stella (S, bc)
- G 4.1-32 – S’Amor m’annoda il piede (S, bc)
- G 4.1-33 – Se di gioie m’alletta il sereno (S, bc)
- G 4.1-34 – Speranze smarrite (C, 2 vl, bc)
- G 4.1-35 – Ti lascerò e a poco a poco (S, bc)
- G 4.1-36 – Torna, Amor, dammi il mio bene (S, bc)

Duette
- G 4.2-1 – Ahi, che posar non puote (S, B, bc)
- G 4.2-2 – Ardo, sospiro e piango (S, Br, bc)
- G 4.2-3 – Aure fresche, aure volanti (Ms, vl, bc)
- G 4.2-4 – Care labbra che d’amore (S, B, bc)
- G 4.2-5 – Dietro l’orme che l’amore (S, B, bc)
- G 4.2-6 – Fulmini, quanto sa quel sembiante severo/lusinghiero (S, B, bc)
- G 4.2-7 – La bellissima/dolcissima speranza che nutrisce (S, B, bc)
- G 4.2-8 – Me ne farete tanto che più non soffrirò (S, B, bc)
- G 4.2-9 – Non si muove onda in fiume (S, B, bc)
- G 4.2-10 – Occhi belli, e che sarà (S, S, bc)
- G 4.2-11 – Pazienza, finirà l’influenza (T, B; bc)
- G 4.2-12 – Sarà ver ch’io mai disciolga (S, B, bc)
- G 4.2-13 – Si/No, quella tu sei che il mio cor sempre adora (S, B, bc)

Terzette
- G 4.3-1 – Trionfate, invitti colli (S, S, B, 2vl, bc)

### Madrigale
- G 5-1 – Clori, son fido amante (S, S, C, t, bc ad lib)
- G 5-2 – Colpo de’ bei vostr’occhi (S, S, C, B, bc)
- G 5-3 – È pur giunta, mia vita (S, C, T, bc)
- G 5-4 – Feritevi, ferite viperette mordaci (S, S, B, bc)
- G 5-5 – Piangete, occhi dolenti (S, S, C, T, B, bc)
- G 5-6 – Pupillette amorose (S, S, Ms, C, T)
- G 5-7 – Sperai nella partita (S, S, B, bc)
- G 5-8 – Tirsi un giorno piangea (S, S, Ms, C, T, bc ad lib?)

### Geistliche Musik zu lateinischen Texten
Liturgische Sätze
- G 6.1-1 – Ave, regina coelorum (S, C, bc)
- G 6.1-2 – Benedictus dominus Deus (S, C, bc)
- G 6.1-3 – Tantum ergo sacramentum (S, C, bc)
- G 6.1-4 – Vau: Et egressus est a fillia Sion (C, bc)

Nicht liturgische Sätze (Motetten)
- G 6.2-1 – Care Jesu suavissime (S, C, 2 vl, bc)
- G 6.2-2 – Cavocamini, congregamini (S, S, S ripieno, C, T, B, 2 vl, bc)
- G 6.2-3 – Dixit angelis suis iratus Deus (S, bc)
- G 6.2-4 – Exultate in Deo, fideles (B, 2 vl, bc)
- G 6.2-5 – In tribolationibus, in angustiis (S, S, C, T, B, 2 vl, bc)
- G 6.2-6 – Locutus est Dominus de nube ignis (S, 2 vl, bc)
- G 6.2-7 – Nascere virgo potens (S, S, B, bc)
- G 6.2-8 – Oh maiestas aeterna (S, S, bc)
- G 6.2-9 – O vos omnes, qui transitis (C, 2 vl, bc)
- G 6.2-10 – Plaudite vocibus (S, bc)
- G 6.2-11 – Pugna, ceramen, militia est vita (S, C, T, B, con: 2 vl, bc; cg: vl, vla-C, vla-T, bc)
- G 6.2-12 – Sinite lacrimari, sinite lamentari (S, S, B, 2 vl, bc)
- G 6.2-13 – Sisite sidera, coeli motus otiamini (S, 2 vl, bc)
- G 6.2-14 – Surge, cor meum (S, bc)

### Instrumentalmusik
Sonate per violino e basso continuo
- G 7.1-1 – Sonata in Re maggiore (vl, bc)
- G 7.1-2 – Sonata in Re maggiore (vl, bc)
- G 7.1-3 – Sonata in Re minore (vl, bc)
- G 7.1-4 – Sonata in Re minore (vl, bc)
- G 7.1-5 – Sonata in Mi minore (vl, bc)
- G 7.1-6 – Sonata in Fa maggiore (vl, bc)
- G 7.1-7 – Sonata in Fa maggiore (vl, bc)
- G 7.1-8 – Sonata in Fa maggiore (vl, bc)
- G 7.1-9 – Sonata in Sol maggiore (vl, bc)
- G 7.1-10 – Sonata in La minore (vl, bc)
- G 7.1-11 – Sonata in La minore (vl, bc)
- G 7.1-12 – Sonata in La minore (vl, bc)

Sonate a due
- G 7.2-1 – Sonata in Re minore (vl, vlc, bc)
- G 7.2-2 – Sonata in Si bemolle maggiore (vl, vlc, bc)

Sonate a tre
- G 7.3-1 – Sonata in Do maggiore (2 vl, bc)
- G 7.3-2 – Sonata in Re maggiore (2 vl, bc)
- G 7.3-3 – Sonata in Re maggiore (2 vl, bc)
- G 7.3-4 – Sonata in Re maggiore (2 vl, bc)
- G 7.3-5 – Sonata in Fa maggiore (2 vl, bc)
- G 7.3-6 – Sonata in Fa maggiore (2 vl, bc)
- G 7.3-7 – Sonata in Sol maggiore (2 vl, bc)
- G 7.3-8 – Sonata in La minore (2 vl, bc)
- G 7.3-9 – Sonata in La minore (2 vl, bc)

Werke für größeres Ensemble (Concerti grossi)
- G 7.4-1 – Sonata in Re maggiore (Coro 1: 2 vl, bc; coro 2: 2 cornetti, bc)
- G 7.4-2 – Sonata di viole in Re maggiore (con: 2 vl, bc incl. liuto; cg: vl, vla-C, vla-T, bc)
- G 7.4-3 – Sonata a otto viole con una tromba in Re maggiore (tr; coro 1: vl, vla-Mez, vla-C, bc; coro 2: vl, vla-Mez, vla-C, bc; bc "si placet")

Musik für Tasteninstrumente
- G 7.5-1 – Toccata in La minore

### Verschollene Werke
- G 9-1 – Ad arma volate (Motette)
- G 9-2 – Doriclea (Oper)
- G 9-3 – Ecco il petto (Arie oder Kantate)
- G 9-4 – Expungnate, debellate (Motette)
- G 9-5 – Mentre in un dolce (Arie oder Cantata)
- G 9-6 – Messa a 8
- G 9-7 – Non ci pensate mai (Kantate)
- G 9-8 – Non è al certo vanità (Aria oder Kantate)
- G 9-9 – Oratorio (Lateinisches Libretto)
- G 9-10 – Riderete in verità (Arie oder Kantate)
- G 9-11 – Santa Caterina (Oratorium)
- G 9-12 – Sinfonie a 5 (una raccolta)
- G 9-13 – Sinfonie per archi e liuto (una raccolta)
- G 9-14 – Sonate da Cimbalo, et organo (una raccolta)
- G 9-15 – Tantum ergo a 4 (Inno)
- G 9-16 – Toccate da Cimbalo (una raccolta)

## Aufnahmen (Auswahl)
- Oratorium San Giovanni Battista Anke Herrmann, Martin Oro, Antonio Abete, Fredrik Akselberg, Academia Montis Regalis unter Alessandro De Marchi. Label Hyperion, 2006
- Moro per amore: Marco Beasley, Marco Lazzara, Roberta Invernizzi, Riccardo Ristori, Silvia Piccollo, Alessandro Stradella Consort, Estevan Velardi (Dirigent). Label: Bongiovanni
- Complete String Sinfonias: Ensemble Arte Musica, Francesco Cera. Label: Brilliant Classics, 2016